# Siedlungen der Berliner Moderne
Siedlungen der Berliner Moderne ist eine zusammenfassende Bezeichnung für sechs im Juli 2008 von der UNESCO in die Liste des Welterbes aufgenommene Wohnsiedlungen in verschiedenen Stadtteilen und ehemaligen Vororten Berlins. Diese wurden zwischen 1913 und 1934 von Architekten der Klassischen Moderne im Stil des Neuen Bauens entworfen und errichtet. Die Siedlungen in den heutigen Ortsteilen Bohnsdorf, Britz, Charlottenburg-Nord, Prenzlauer Berg, Reinickendorf und Wedding wurden stilbildend für den Sozialen Wohnungsbau in der durch Wohnungsnot geprägten Zeit nach dem Ersten Weltkrieg. Mit ihren klaren und neuen Formen sowie dem sozialen Anspruch wurden die Siedlungen bestimmend für die Architektur und den Städtebau des 20. Jahrhunderts.
Verantwortlich für die Planung der Siedlungen waren vor allem Bruno Taut und Martin Wagner, es beteiligten sich aber auch andere Architekten wie Hans Scharoun oder Walter Gropius an den Projekten. Die älteste der Siedlungen der Berliner Moderne ist die von Taut entworfene Gartenstadt Falkenberg, erst Anfang der 1930er Jahre wurden die im Stil der Neuen Sachlichkeit errichtete Weiße Stadt und die Großsiedlung Siemensstadt vollendet. 

## Liste der Wohnsiedlungen
| Siedlung                                     | Ortsteil (Bezirk)                                | Bauzeit   | Entwurf                                              | Architekten                                                                            | Bild |
| -------------------------------------------- | ------------------------------------------------ | --------- | ---------------------------------------------------- | -------------------------------------------------------------------------------------- | ---- |
| Gartenstadt Falkenberg (Tuschkastensiedlung) | Bohnsdorf (Treptow-Köpenick)                     | 1913–1916 | Bruno Taut                                           | Bruno Taut Heinrich Tessenow                                                           |      |
| Siedlung Schillerpark                        | Wedding (Mitte)                                  | 1924–1930 | Bruno Taut                                           | Bruno Taut Max Taut (Wiederaufbau) Hans Hoffmann (Erweiterung)                         |      |
| Großsiedlung Britz (Hufeisensiedlung)        | Britz (Neukölln)                                 | 1925–1930 | Bruno Taut                                           | Bruno Taut Martin Wagner                                                               |      |
| Wohnstadt Carl Legien                        | Prenzlauer Berg (Pankow)                         | 1928–1930 | Bruno Taut                                           | Bruno Taut Franz Hillinger                                                             |      |
| Weiße Stadt                                  | Reinickendorf (Reinickendorf)                    | 1929–1931 | Otto Rudolf Salvisberg Martin Wagner (Gesamtleitung) | Otto Rudolf Salvisberg Bruno Ahrends Wilhelm Büning                                    |      |
| Großsiedlung Siemensstadt (Ringsiedlung)     | Charlottenburg-Nord (Charlottenburg-Wilmersdorf) | 1929–1934 | Hans Scharoun Martin Wagner (Gesamtleitung)          | Hans Scharoun Walter Gropius Otto Bartning Fred Forbat Hugo Häring Paul Rudolf Henning |      |